# UBF
Університетська Біблійна Співдружність (кор. 대학생 성경 읽기 선교회) —  Євангелічна позаконфесійна  християнська організація, яка виникла в Південній Кореї в 1961 році. Вона була заснована в рамках партнерства між корейцем, покійним Семюелем Чанг-Ву Лі і американський пресвітеріанським місіонером, Саррою Беррі який був направлений до Південної Кореї. UBF має штаб-квартиру в Чикаго та Сеулі. UBF присутня в багатьох кампусах американських шкіл. Заявлена мета організації є євангелізація студентів.

## Історія
Рух UBF почався в 1961 році. Американська місіонерка на ім'я Сара Беррі вирішила поїхати із місією в Корею, незабаром після кінця Корейської Війни.У Кореї Сара Беррі зустріла Самуїла Чан-Ву Лі, який навчався в пресвітеріанській семінарії в м. Сеул. Вони розділили спільну мету «очистити християнство в Кореї і знайти нове бачення і надію для корейської інтелігенції». Вони зібрали близько 80 студентів університетів для вивчення Біблії англійською мовою в християнському студентському центрі в м. Кванджу, Південна Корея. Незабаром тисячі молодих корейських чоловіків і жінок зібралися разом, щоб вчитися. З самого початку служіння, місія UBF орієнтувалась на посилання місіонерів по всьому світу. У 1964 році UBF направила випускника коледжу імені Хан-ок  на острів Кім Чеджу. Це поклало початок одному з найбільших корейських місіонерських рухів. У 2006 році місія UBF послала 1463 місіонерів на власному забезпеченні в більш ніж 80 країн світу.
Сара Беррі була призначена генеральним директором в 2002 році, після смерті Самуїла Лі, і перебувала на цій посаді до 2006 року. Коли Сара Беррі пішла у відставку, Джон Джан, колишній директор корейського UBF, прийняв на себе обов'язки міжнародного генерального директора. Під керівництвом Джона Джана, служіння почало тісніше співпрацювати з основними християнськими організаціями в різних країнах.

## Вірування і характеристики
Рух UBF почалвся, як організація. Але з часом служіння набуло рис церкви, коли в них з'явились власні недільні богослужіння. Церква UBF консервативна в тлумаченні  євангельського вчення і в ставленні до керівництва та наставництва в церкві (з певним «корейським» розумінням останніх)
Служіння UBF сповідує віру в єдиного Бога в трьох особистостях: Отця, Сина і Духа Святого, Який створив небо, землю і все, що існує. Дотримується  Апостольського символу віри і вірить, що Біблія є словом Божим. Вони запрошують студентів та інших осіб для вивчення Біблії. Вивчення Біблії в першу чергу здійснюється за принципом «один-на-один». Також практикується вивчення Біблії в невеликих групах та щотижневі зустрічі для спілкування. Вони прагнуть привести тих, хто вивчає з ними Біблію до Ісуса Христа, і допомагати їм зростати, як учні Ісуса Христа.